# Misogada unicolor
Misogada unicolor är en fjärilsart som beskrevs av Alpheus Spring Packard 1864. Misogada unicolor ingår i släktet Misogada och familjen tandspinnare. Inga underarter finns listade i Catalogue of Life.

## Bildgalleri

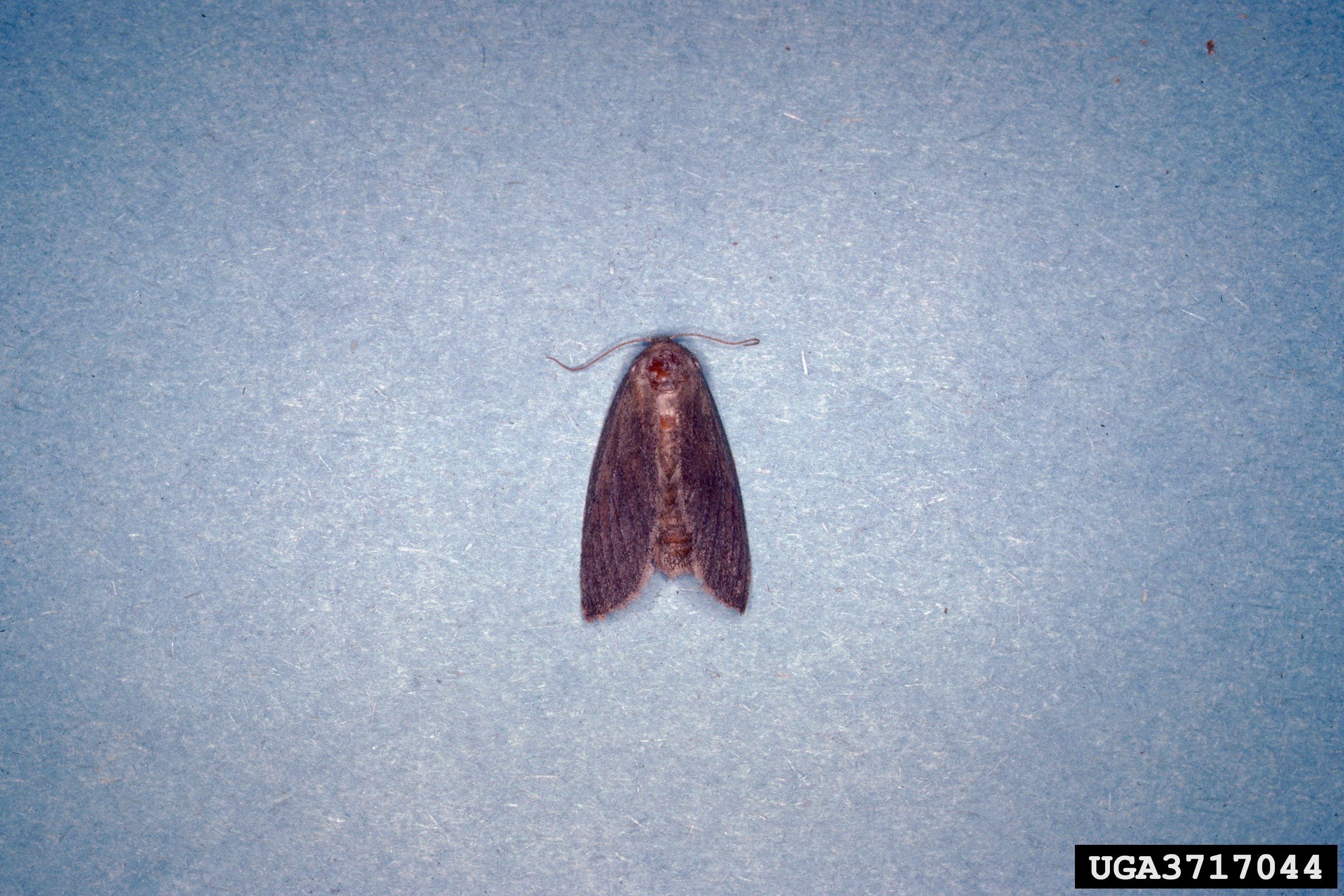
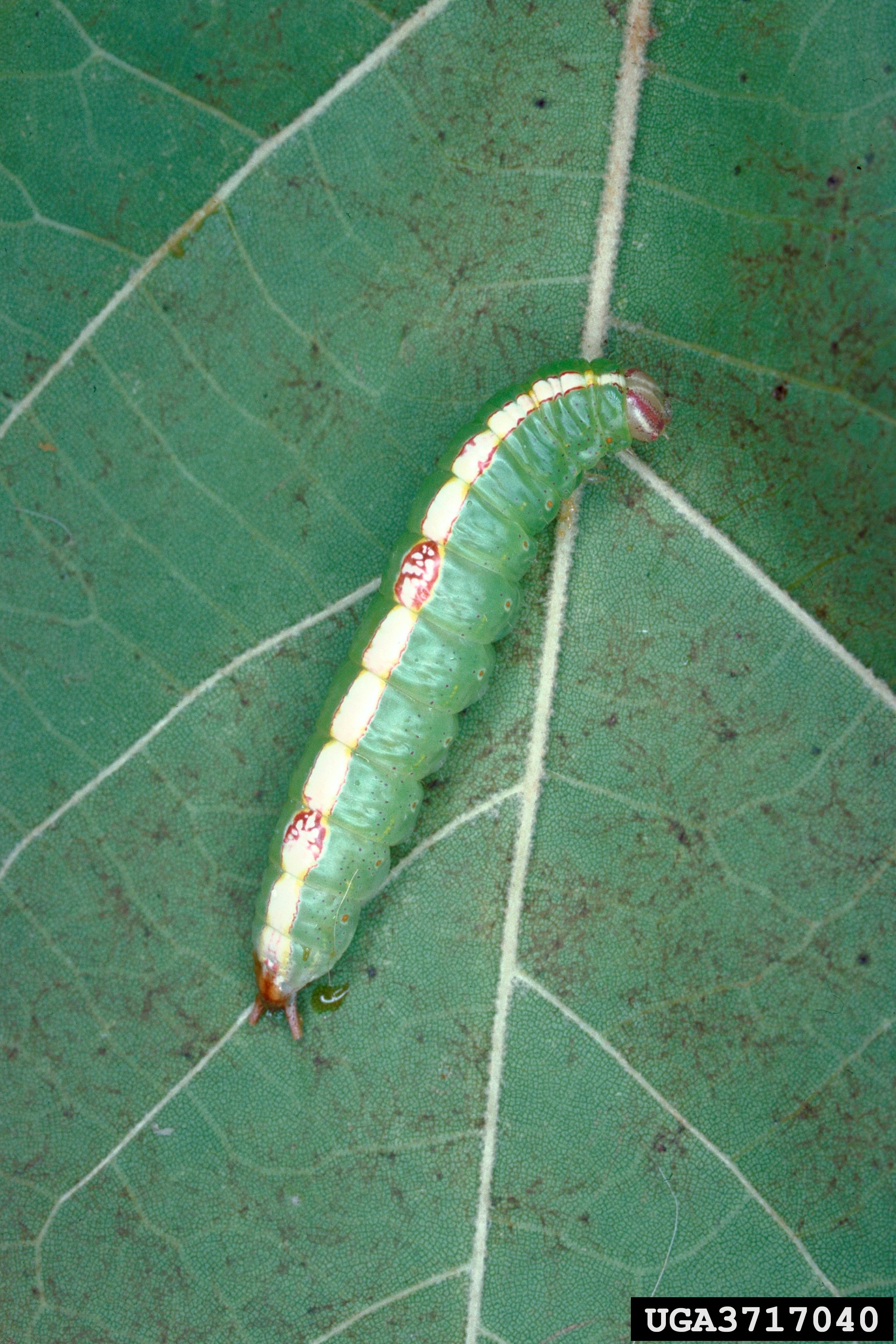